# Stampaggio a freddo
Lo stampaggio a freddo, noto anche come formatura a freddo o deformazione plastica a freddo, è un processo industriale utilizzato per modellare metalli a temperatura ambiente o leggermente superiore, senza il bisogno di riscaldamento significativo. È un processo altamente specializzato, ampiamente utilizzato in vari settori industriali, come l'automotive, l'aerospaziale, l'elettronica e l'edilizia, per la produzione di componenti metallici ad alta precisione e resistenza.

## Processo
Lo stampaggio a freddo coinvolge una serie di fasi:
1. Selezione del materiale: i metalli più comuni utilizzati nel processo di stampaggio a freddo includono acciaio, alluminio, ottone e leghe di titanio. La scelta del materiale dipende dalle proprietà desiderate del componente finale.
2. Preparazione del materiale: il materiale grezzo viene tagliato in forme specifiche e pulito per rimuovere impurità che potrebbero compromettere il processo di formatura.
3. Pre-formatura: in questa fase, il materiale viene spesso sottoposto a processi come l'estrusione o la trafilatura per creare una forma preliminare o un profilo.
4. Formatura a freddo: il materiale pre-formato viene inserito in un set di stampi e sottoposto a pressioni estremamente elevate tramite una macchina per lo stampaggio a freddo. La forza applicata causa la deformazione plastica del materiale, che assume la forma dello stampo.
5. Operazioni secondarie: dopo la formatura principale, possono essere eseguite operazioni aggiuntive come rifilatura, coniatura o filettatura per ottenere le dimensioni finali e la finitura superficiale desiderate.

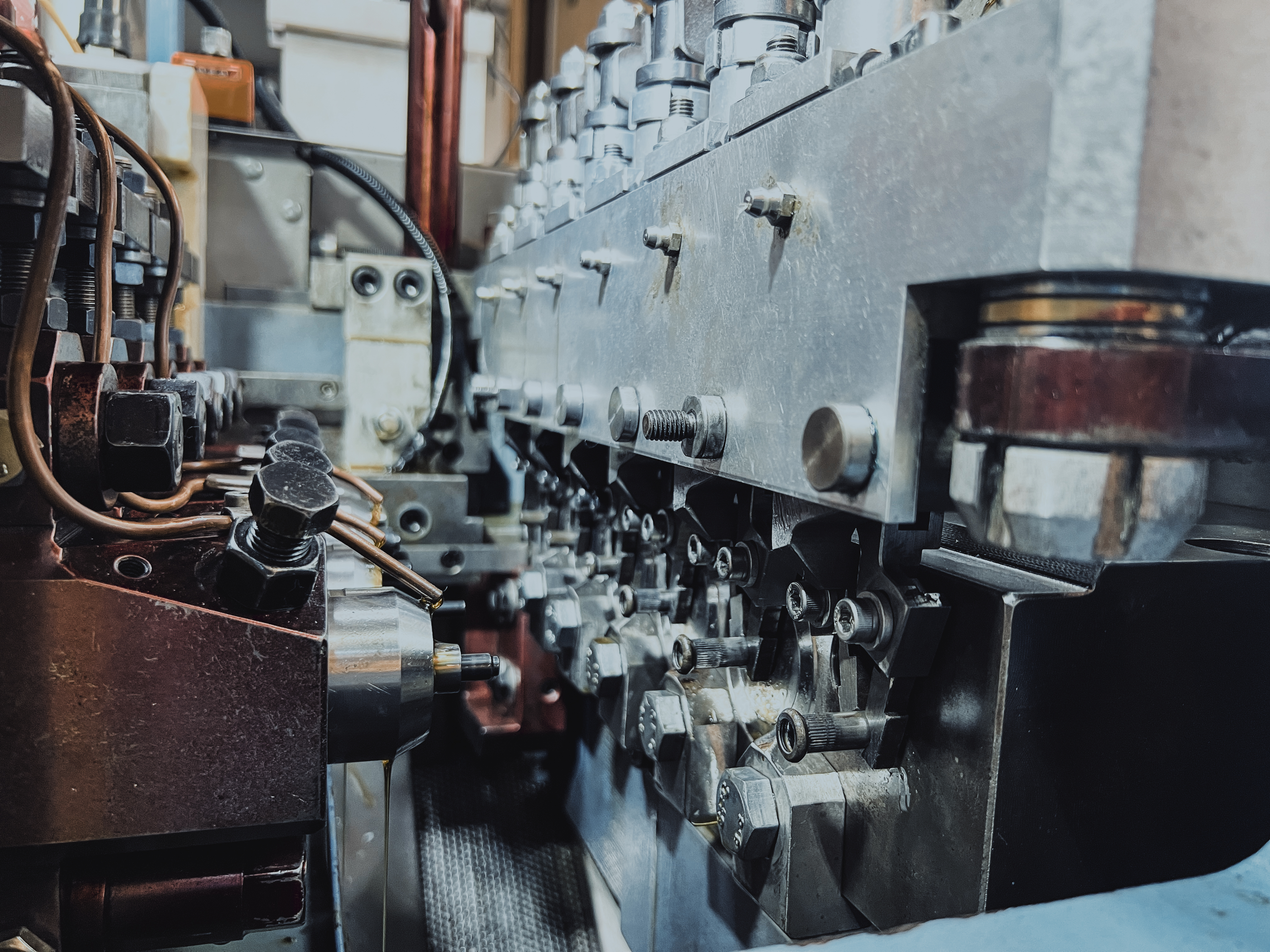
Esempio di stampaggio a freddo

## Vantaggi
Lo stampaggio a freddo offre diversi vantaggi rispetto ad altri processi di formatura, tra cui:
- Miglioramento delle proprietà del materiale: lo stampaggio a freddo aumenta la resistenza e la durezza del materiale, migliorando anche la sua finitura superficiale.
- Alta precisione: il processo consente la produzione di componenti con tolleranze molto strette e geometrie complesse.
- Efficienza del materiale: lo stampaggio a freddo produce meno scarti rispetto ad altri processi di formatura, riducendo i costi e il consumo di materiale.Esempio di stampatrice a freddo

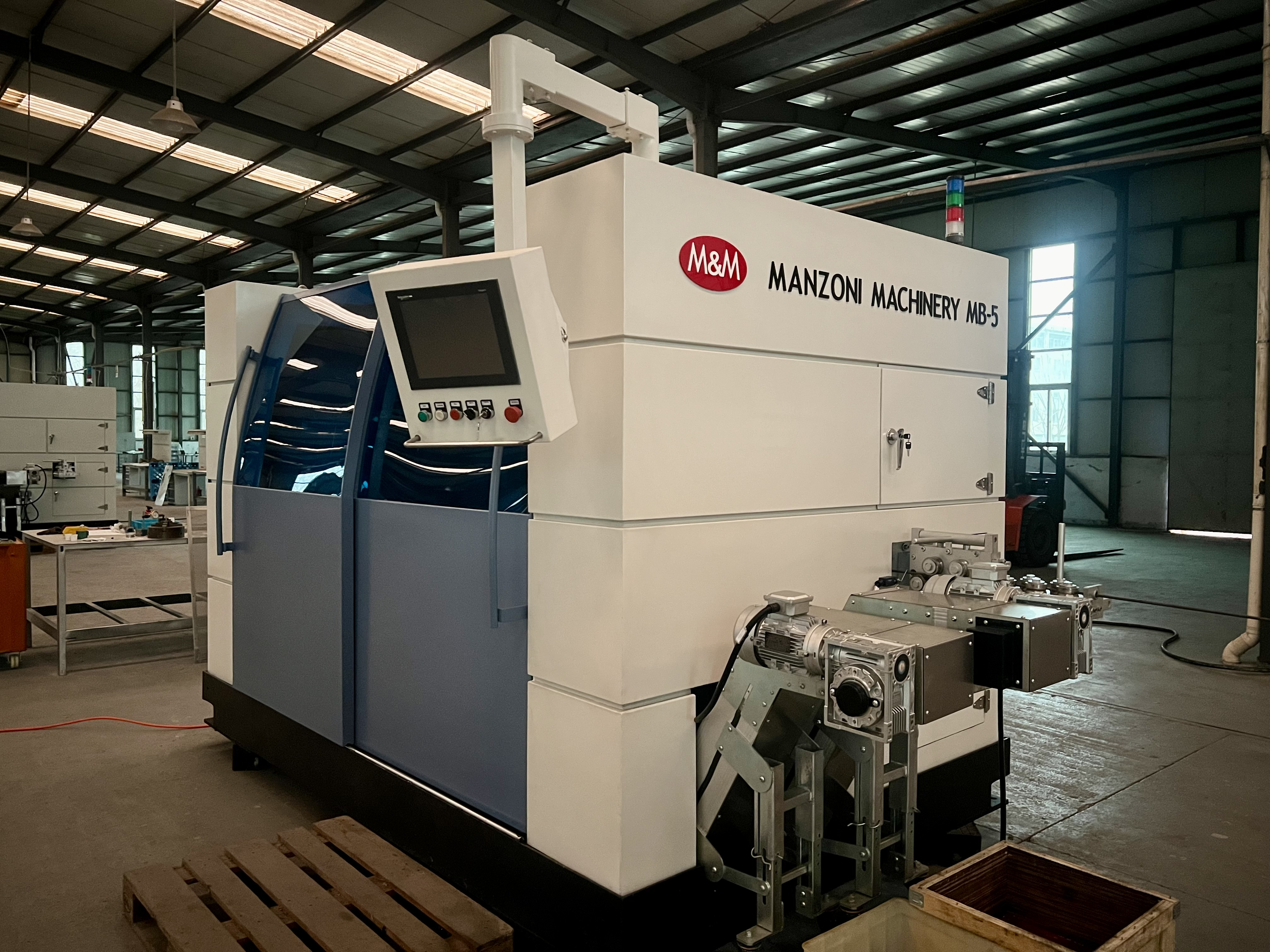
Esempio di stampatrice a freddo

## Applicazioni
Lo stampaggio a freddo è utilizzato in una vasta gamma di applicazioni, tra cui:
- Produzione di componenti automobilistici come bulloni, dadi e cuscinetti.
- Fabbricazione di componenti elettronici come connettori elettrici e contatti.
- Produzione di componenti per l'industria aerospaziale come elementi strutturali e componenti di fissaggio.

## Conclusioni
Lo stampaggio a freddo è un processo fondamentale nell'industria manifatturiera moderna, grazie alla sua capacità di produrre componenti metallici di alta qualità con tolleranze strette e resistenza superiore. Con il continuo sviluppo di nuove tecnologie e materiali, lo stampaggio a freddo continuerà ad essere un elemento chiave nella produzione di componenti metallici avanzati.